# 又穂町
又穂町（またほちょう）は、愛知県名古屋市西区の地名。現行行政地名は又穂町1丁目から又穂町6丁目。住居表示未実施。

## 地理
名古屋市西区東部に位置する。東は北区、西は庄内通、南は香呑町、北は江向町に接する。

## 歴史

### 町名の由来
当地は水利がよく、米作地帯であり、毎年稲穂がよく実ったことから又穂町と名付けられたとされる。

### 沿革
- 1942年（昭和17年）2月1日 - 西区稲生町の一部により、同区又穂町として成立[1]。

## 世帯数と人口
2019年（平成31年）2月1日現在の世帯数と人口は以下の通りである。
| 町丁   | 世帯数  | 人口    |
| ------ | ------- | ------- |
| 又穂町 | 970世帯 | 1,762人 |

### 人口の変遷
国勢調査による人口の推移
| 1995年（平成7年）  | 3,338人 | [ WEB 6 ]  |  |
| 2000年（平成12年） | 3,045人 | [ WEB 7 ]  |  |
| 2005年（平成17年） | 2,933人 | [ WEB 8 ]  |  |
| 2010年（平成22年） | 2,465人 | [ WEB 9 ]  |  |
| 2015年（平成27年） | 2,139人 | [ WEB 10 ] |  |

## 学区
市立小・中学校に通う場合、学校等は以下の通りとなる。また、公立高等学校に通う場合の学区は以下の通りとなる。
| 番・番地等 | 小学校               | 中学校               | 高等学校 |
| ---------- | -------------------- | -------------------- | -------- |
| 全域       | 名古屋市立稲生小学校 | 名古屋市立名塚中学校 | 尾張学区 |

## 交通
- 名古屋市営バス稲生・江向・又穂住宅東停留所[2]

## 施設

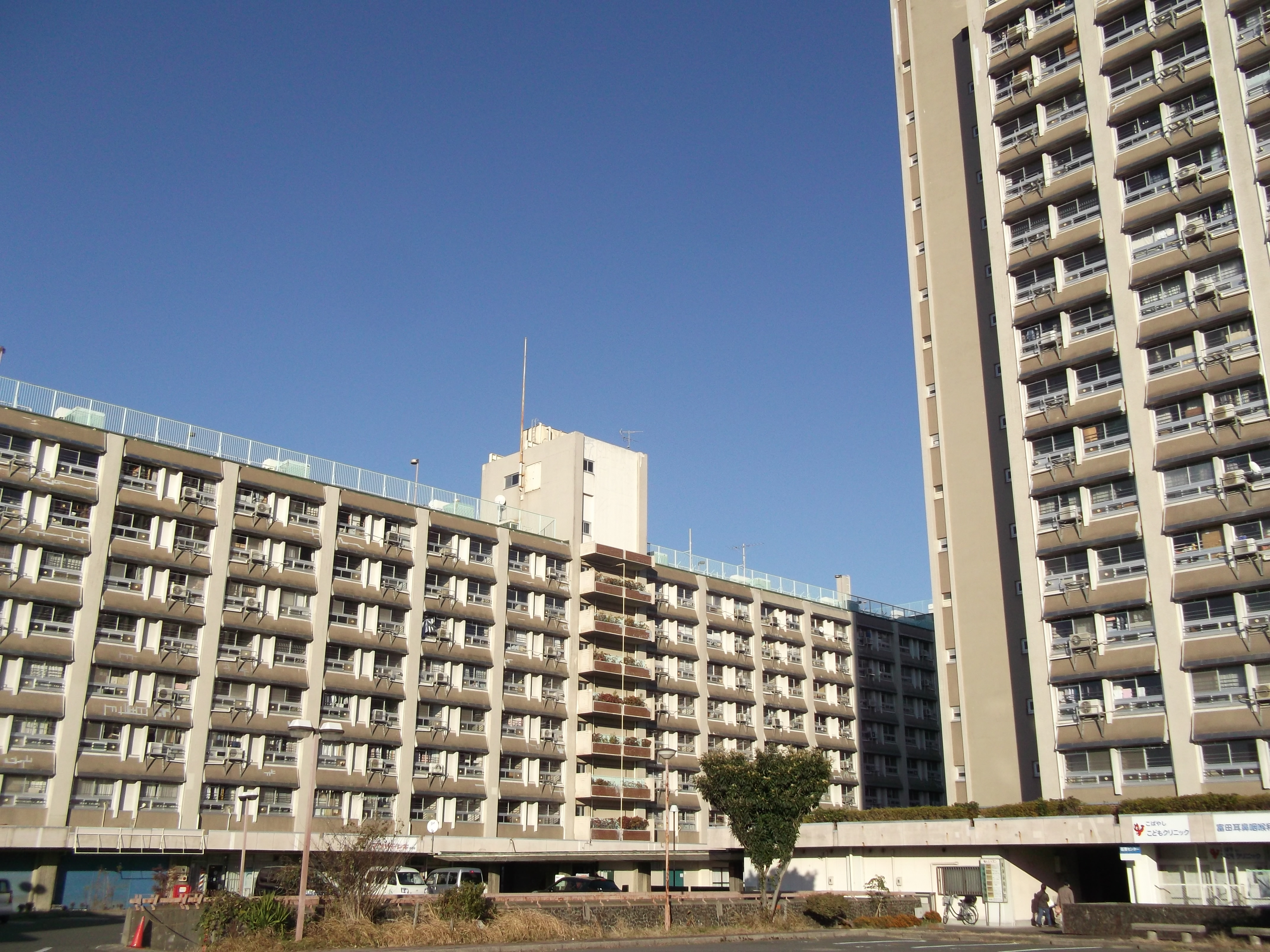
又穂団地（2014年1月）
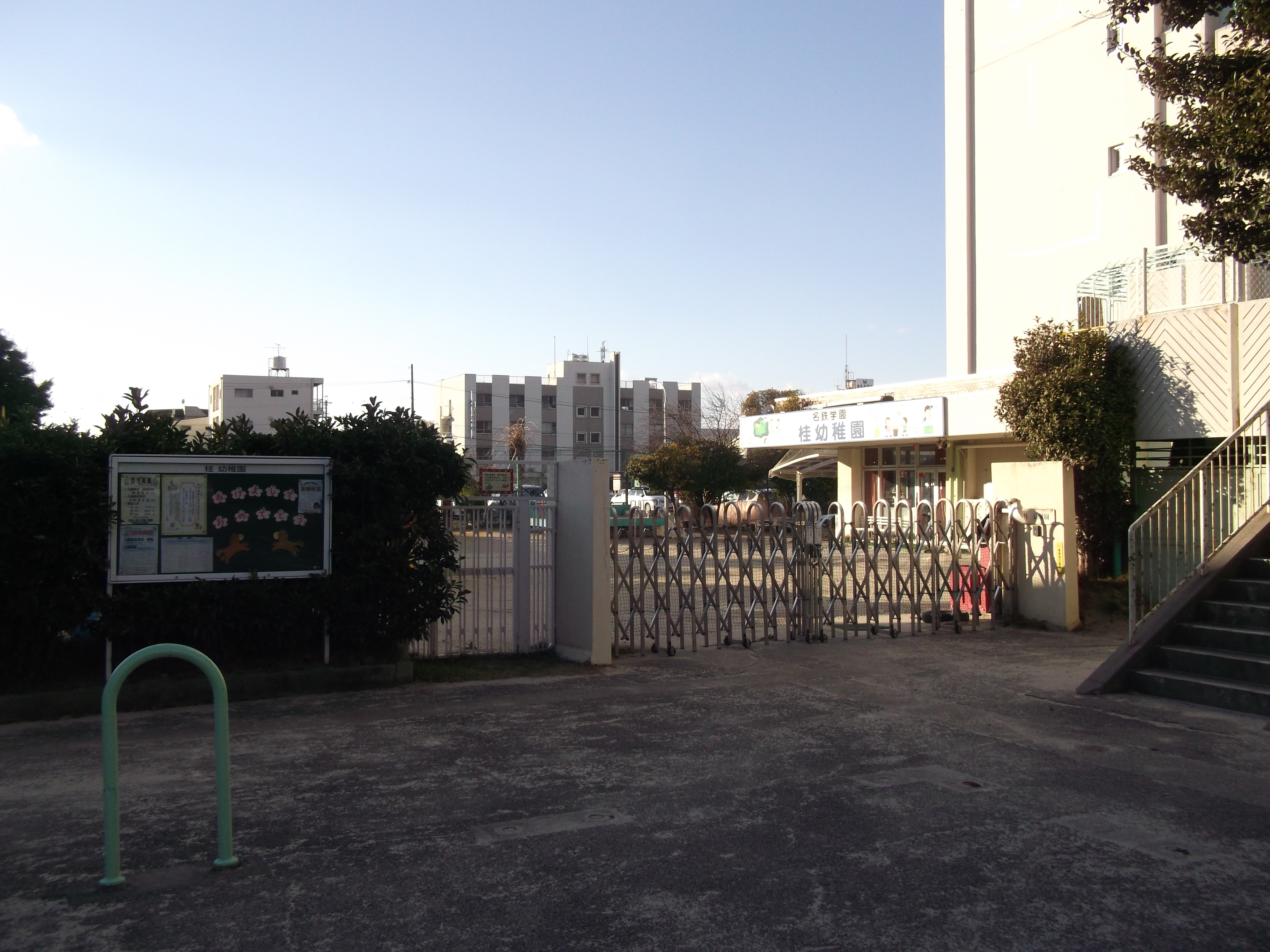
桂幼稚園（2014年1月）

- UR又穂団地[2]
- 又穂郵便局[2]
- 桂幼稚園[2]

1967年（昭和42年）6月4日開園。
- 三陽工業[2]
- 又穂公園

2006年（平成18年）11月1日供用開始。
- 又穂団地（2014年1月）
- 桂幼稚園（2014年1月）

## 又穂団地
又穂団地（またほだんち）とは又穂町に存在する都市再生機構が運営する住宅団地である。中部地方の公団初の面開発市街地住宅として1967年地上15階建てが3棟建設された。老朽化のため2021年に建て替えられアーバンラフレ庄内通（アーバンラフレしょうないどおり）となった。

## その他

### 日本郵便
- 郵便番号 : 451-0014[WEB 3]（集配局：名古屋西郵便局[WEB 14]）。

### WEB
1. 1 2  “愛知県名古屋市の町丁・字一覧”.   人口統計ラボ. 2017年4月8日閲覧。
2. 1 2  “町・丁目(大字)別、年齢(10歳階級)別公簿人口(全市・区別)”.   名古屋市 (2019年2月20日). 2019年3月10日閲覧。
3. 1 2  “郵便番号”.  日本郵便. 2019年3月10日閲覧。
4. ↑  “市外局番の一覧”.   総務省. 2019年1月6日閲覧。
5. ↑  名古屋市役所市民経済局地域振興部住民課町名表示係 (2015年10月21日). “西区の町名一覧”.   名古屋市. 2017年8月7日閲覧。
6. ↑  総務省統計局 (2014年3月28日). “平成7年国勢調査の調査結果(e-Stat) - 男女別人口及び世帯数 －町丁・字等” (CSV). 2019年4月27日閲覧。
7. ↑  総務省統計局 (2014年5月30日). “平成12年国勢調査の調査結果(e-Stat) - 男女別人口及び世帯数 －町丁・字等” (CSV). 2019年4月27日閲覧。
8. ↑  総務省統計局 (2014年6月27日). “平成17年国勢調査の調査結果(e-Stat) - 男女別人口及び世帯数 －町丁・字等” (CSV). 2019年4月27日閲覧。
9. ↑  総務省統計局 (2012年1月20日). “平成22年国勢調査の調査結果(e-Stat) - 男女別人口及び世帯数 －町丁・字等” (CSV). 2019年4月27日閲覧。
10. ↑  総務省統計局 (2017年1月27日). “平成27年国勢調査の調査結果(e-Stat) - 男女別人口及び世帯数 －町丁・字等” (CSV). 2019年4月27日閲覧。
11. ↑  “市立小・中学校の通学区域一覧”.   名古屋市 (2018年11月10日). 2019年1月14日閲覧。
12. ↑  “平成29年度以降の愛知県公立高等学校（全日制課程）入学者選抜における通学区域並びに群及びグループ分け案について”.   愛知県教育委員会 (2015年2月16日). 2019年1月14日閲覧。
13. ↑  “都市公園の名称、位置及び区域並びに供用開始の期日” (2019年5月1日). 2019年11月3日閲覧。
14. ↑  郵便番号簿 平成29年度版 - 日本郵便. 2019年03月10日閲覧 (PDF)

### 書籍
1. 1 2  名古屋市計画局 1992, p. 762.
2. 1 2 3 4 5 6 7  「角川日本地名大辞典」編纂委員会 1989, p. 1509.
3. ↑  名古屋市計画局 1992, p. 237.
4. ↑  西区制70周年記念誌編纂委員会 1978, p. 261.